# Jozef Gašpar
Jozef Gašpar (ur. 23 sierpnia 1977) – słowacki piłkarz występujący na pozycji obrońcy.

## Kariera piłkarska
Od 2000 do 2012 roku występował w Inter Bratysława, Vegalta Sendai, Slovan Bratysława, Diósgyőri, Panionios GSS, Kerkyra, Ethnikos Asteras i Vasas.